# بوفولوني
بوفولوني (بالإيطالية: Bovolone)‏ هي بلدية في مقاطعة فيرونا في منطقة فنيتة الإيطالية، وتقع على بعد 90 كيلومترًا (56 ميلًا) غرب مدينة البندقية، و25 كيلومترًا (16 ميلًا) جنوب شرق فيرونا.